# 解顔駅
解顔駅（ヘアンえき）は、大韓民国大邱広域市東区にある大邱交通公社1号線の駅である。駅番号は139。

## 駅構造
- 相対式ホーム2面2線の地下駅。

## 駅周辺
- ホームプラス 東村店
- 大邱東村初等学校
- 東村中学校
- 大邱広域市農業技術センター

## 歴史
- 1998年5月2日 - 開業。

## 利用状況
| 路線   | 利用人数 | 利用人数 | 利用人数 | 利用人数 | 利用人数 | 利用人数 | 利用人数 | 利用人数 | 利用人数 | 利用人数 |
| 路線   | 1998年   | 1999年   | 2000年   | 2001年   | 2002年   | 2003年   | 2004年   | 2005年   | 2006年   | 2007年   |
| ------ | -------- | -------- | -------- | -------- | -------- | -------- | -------- | -------- | -------- | -------- |
| ●1号線 | 1710人   | 2530人   | 不明     | 2630人   | 2757人   | 1597人   | 2774人   | 2838人   | 3151人   | 3052人   |

## 隣の駅
大邱交通公社
●1号線
東村駅（138） - 解顔駅（139） - 芳村駅（140）